# Жак Грімонпон
Жак Грімонпон (фр. Jacques Grimonpon, 30 липня 1925, Туркуен — 25 січня 2013, Кап Ферре) — французький футболіст, що грав на позиції захисника, зокрема, за клуби «Ліон» та «Бордо».
Чемпіон Франції. 

## Клубна кар'єра
У футболі дебютував 1945 року виступами за команду «Лілль», в якій провів два сезони. За цей час став чемпіоном Франції.
Протягом 1947—1948 років захищав кольори команди «Гавр».
Своєю грою за останню команду привернув увагу представників тренерського штабу клубу «Ліон», до складу якого приєднався 1948 року. Відіграв за команду з Ліона наступні три сезони своєї ігрової кар'єри. Більшість часу, проведеного у складі «Ліона», був основним гравцем захисту команди.
Протягом 1951—1953 років знову захищав кольори команди «Гавр».
1953 року уклав контракт з клубом «Бордо», у складі якого провів наступні чотири роки своєї кар'єри гравця.  Граючи у складі «Бордо» також здебільшого виходив на поле в основному складі команди.
Завершив професійну ігрову кар'єру у клубі «Камбланес», за команду якого виступав протягом 1963—1964 років.

## Виступи за збірну
Був присутній в заявці збірної на чемпіонаті світу 1954 року у Швейцарії, але на поле не виходив. 
Помер 25 січня 2013 року на 88-му році життя у місті Кап Ферре.

## Титули і досягнення
- Чемпіон Франції (1):

«Лілль»: 1946